# Vicki Peterson
Victoria Anne Theresa "Vicki" Peterson Cowsill (Northridge, Los Angeles, Kalifornia, 1958. január 11. –) amerikai rockzenész (szólógitáros), énekes és dalszerző, a The Bangles lányegyüttes egyik alapítója.

## Pályafutása
Saját magát úgy írta le, mint aki szólista művészként kezdte pályáját, majd 1981-ben megismerkedett Susanna Hoffsszal, és vele, illetve húgával, Debbi Petersonnal megalakították a The Bangs nevű együttest, mely nem sokkal később a The Bangles nevet vette fel.
A Bangles első körben az alakulásától 1989-ig működött, akkori utolsó éveiben számos sikert felmutatva, ennek ellenére 1989-ben a tagok a feloszlás mellett döntöttek. Victoria Peterson a következő időszakban kevésbé ismert együttesekkel játszott, mint például a Continental Driftersszel és a The Psycho Sistersszel, majd 2003. októberében házasságot kötött John Cowsill zenésszel. Hosszú szünet után, 2014 augusztusában Susan Cowsill-lel (akivel akkor már több mint húsz éve zenélt együtt) kiadott egy újabb lemezt, Up on the Chair, Beatrice címmel.